# Regierender Senat

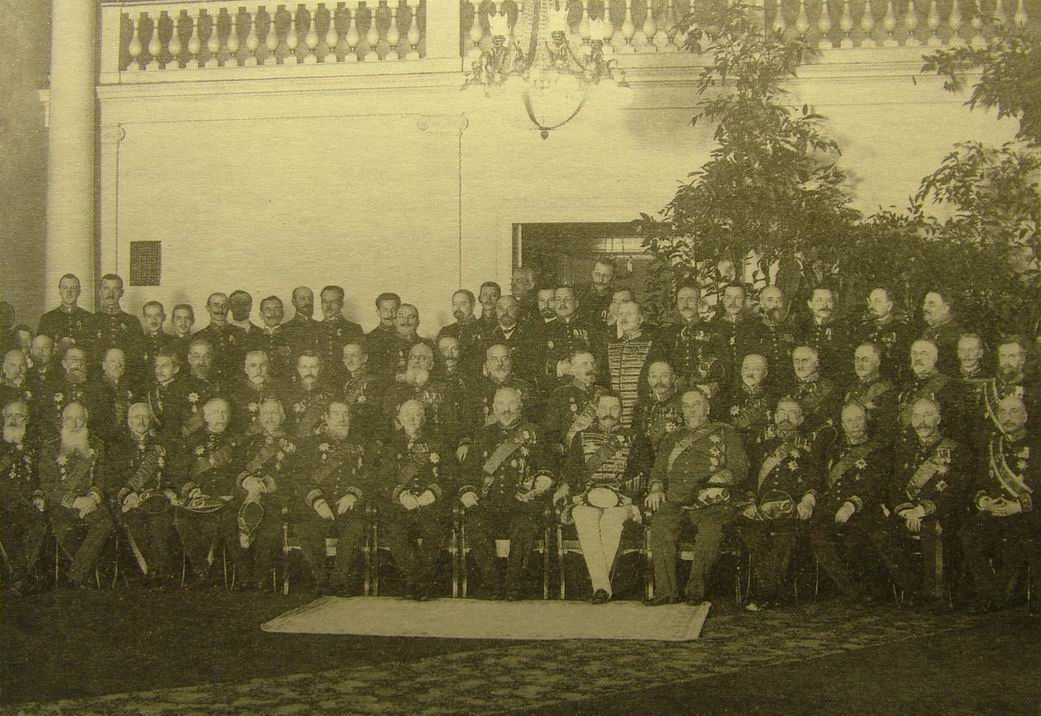
Senatsmitglieder 1914

Der Regierende Senat (russisch Правительствующий сенат Prawitelstwujuschtschi senat; oft auch als Dirigierender Senat übersetzt) war seit 1711 die oberste Reichsbehörde im Russischen Kaiserreich und für die innere Verwaltung und die Justiz geschaffen und bestand bis 1917.
Wegen seiner fast ständigen Abwesenheit im Felde des Großen Nordischen Krieges errichtete im Rahmen seiner Reformen Zar Peter I. im Jahre 1711, anlässlich des neuen Türkenfeldzuges, den Regierenden Senat. Er löste damit gleichzeitig die Bojarenduma ab.
Der Senat war eine Gruppe der höchsten Würdenträger des Landes, die beratende Funktion hatten und in der Lage sein sollten, die Regierung bei Abwesenheit Zar Peters I. zu führen. Mit dem Ukas vom 22. Februar 1711 wurden neun Männer zu Senatoren, wobei mit der Leibkanzlei als Teil der alten Bojarenduma auch personelle Kontinuitäten zutage traten. Der Senat hatte das Justizwesen zu leiten und das gesamte Feld der Innenpolitik. Die zuvor bestandene Bojarenduma wurde daraufhin abgesetzt. Der Senat wurde nach Möglichkeit mit Personen besetzt, die aufgrund ihrer Kompetenz ausgewählt wurden. Das Militär- und Außenministerium hatte dabei eine Schlüsselstellung, sie waren immer in engem Kontakt mit dem Kaiser.
In den Jahren 1711 bis 1726 war der Regierende Senat zugleich höchste beratende, kontrollierende und richtende Instanz, bis zur Gründung der Kollegien 1718/19 auch die zentrale Verwaltungsbehörde. Seine Machtstellung wurde erst durch den Obersten Geheimen Rat beseitigt, der am 8. Februar 1726 gebildet wurde. Nachdem ein Staatsstreich dieses Rates drohte, löste Kaiserin Anna den Obersten Geheimen Rat wieder auf, gab dem Senat seinen Rang als „Regierender“ zurück und ernannte wieder einen Generalprokureur, aber der Senat bekam nicht mehr die Stellung, die er unter Kaiser Peter I. besessen hatte. Vielmehr setzte die Kaiserin am 10. November 1731 ein Kabinettsministerium ein. Nach dem Staatsstreich Elisabeths am 25. November 1741 wurde das Kabinett am 12. Dezember 1741 abgeschafft. Kaiserin Elisabeth stellte zwar den Senat ausdrücklich in der Form wieder her, wie er unter ihrem Vater Peter I. bestanden hatte, doch bildete auch sie sich einen Rat aus wenigen Personen.
Seit der Justizreform von 1864 war der Senat hauptsächlich Kassationsgerichtshof und die höchste Kassationsinstanz. Er führte die Aufsicht über die Lokalverwaltung und die Gerichte, veröffentlichte die Gesetze und war für deren Auslegung zuständig. Er bestand seit 1898 aus sechs Departements.